# Tour dei New Zealand Māori 1973
I New Zealand Maori, selezione rugbystica di giocatori di etnia Maori nel 1973 si imbarcarono per un tour in Australia e Nuova Zelanda. Delle tre nazionali del pacifico, solo Tonga riuscirà a batterli.
| Apia 10 maggio 1973 | Samoa | 6 – 11 | New Zealand Māori |  |

| Apia 12 maggio 1973 | Samoa | 0 – 12 | New Zealand Māori |  |

| Nuku'alofa 22 maggio 1973 | Tonga | 11 – 3 | New Zealand Māori |  |

| 26 maggio 1973 | Suva & Rewa | 39 – 9 | New Zealand Māori |  |

| 30 maggio 1973 | Nadroga | 16 – 15 | New Zealand Māori |  |

| Suva 2 gennaio 1973 | Figi | 4 – 6 | New Zealand Māori | (Buckhurst Park) |

| 6 gennaio 1973 | North West | 14 – 19 | New Zealand Māori |  |